# Köping/Gålby flygfält
Köping/Gålby flygfält ICAO-kod ESVQ ligger norr om E18 någon kilometer utanför Köping.
Flygplatsen byggdes av Köpings flygklubb 1964 och gräsfältet öppnades för trafik 1965. När flygfältet byggdes arrenderade flygklubben omkring 7 hektar från Köpings stad. Det finns inget trafikflyg utan fältet används för sportflyg.

## Källhänvisningar
1. 1 2 3  ”FLYGPLATS ESVQ KÖPING/GÅLBY”. Flygfält i Stockholm-Mälardalsregionen. Regeringen SOU 2003:33. sid. 41. Arkiverad från originalet den 11 februari 2005. https://web.archive.org/web/20050211063804/http://www.regeringen.se/content/1/c4/19/55/e37b641d.pdf. Läst 29 mars 2013.
2. ↑  ”Miljöhistorik för Köpings flygplats”. Köpings flygklubb. 1964-06-16. sid. 1. http://www.kopingsfk.se/wp-content/uploads/2011/05/Milj%C3%B6historik-utg%C3%A5va-01-20121019.pdf. Läst 29 mars 2013.
3. ↑  ”Miljöhistorik för Köpings flygplats”. Köpings flygklubb. 1964-06-16. sid. 4. http://www.kopingsfk.se/wp-content/uploads/2011/05/Milj%C3%B6historik-utg%C3%A5va-01-20121019.pdf. Läst 29 mars 2013.
4. ↑  ”Kommunikationer”. ÖP – Planerings underlag. Köping kommun. 2012-09-24. Arkiverad från originalet den 4 mars 2016. https://web.archive.org/web/20160304113330/http://www.koping.se/Documents/Boende%2C%20milj%C3%B6%20och%20trafik/%C3%96versiktsplan/Handlingar%20till%20dokumentlista%20f%C3%B6r%20PU/Dokument%20-%20Planeringsunderlag%20kapitelvis/01%20Kommunikationer_PU.pdf.